# Abinadom

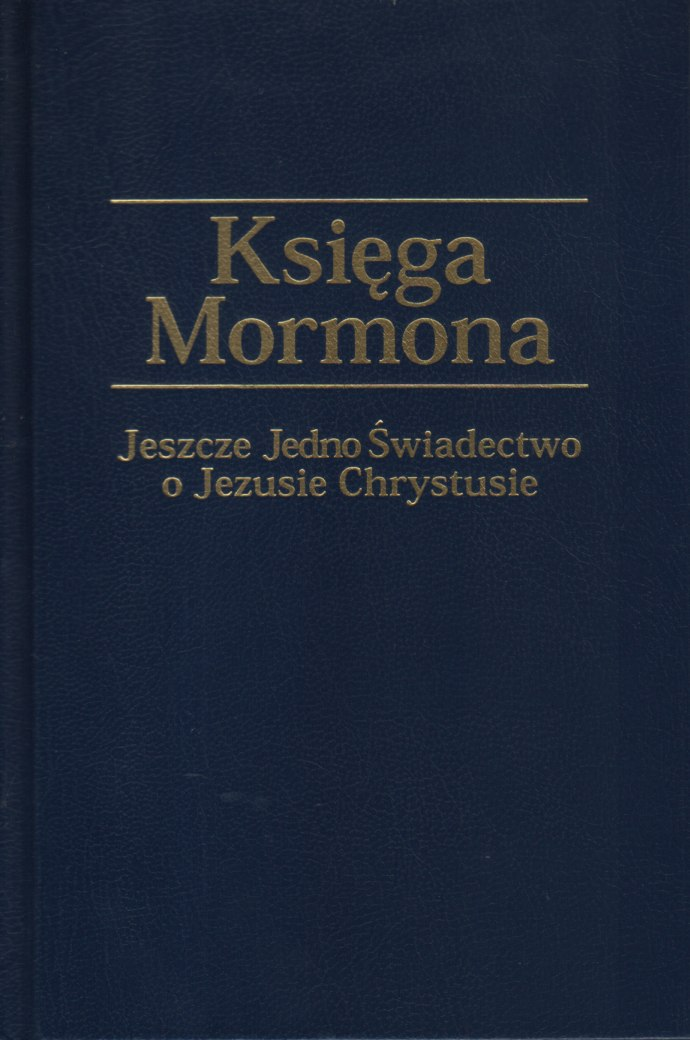
Księga Mormona, jedno z mormońskich pism świętych i jednocześnie źródło przekazu o Abinadomie

Abinadom (deseret 𐐁𐐒𐐆𐐤𐐈𐐔𐐊𐐣) – w wierzeniach ruchu świętych w dniach ostatnich (mormonów) neficki historyk i skryba. Potomek Jakuba, syn Chemisza. Odpowiedzialny za sporządzanie przekazywanych pośród Nefitów zapisów, pozostawił po sobie jedynie bardzo lakoniczny materiał. Uczestniczył w szeregu walk z Lamanitami. Jego życie oraz prawość są obiektem spekulacji mormońskich teologów. Przewija się w publikacjach krytycznych wobec mormonizmu, wykorzystywany jest też przez apologetów tej tradycji religijnej.

## Wymowa imienia
Wymowa tego słowa wzbudzała pewne zainteresowanie mormońskich badaczy. Został on zresztą ujęty w przewodniku po wymowie, dołączanym do każdego egzemplarza anglojęzycznej wersji Księgi Mormona od 1981. Źródła wskazują niemniej na znaczną różnicę między wymową preferowaną i powszechną współcześnie a tą z wczesnego okresu kolonizacji terytorium Utah. Pierwotna wymowa, zwłaszcza ta stosowana przez Josepha Smitha, ma pewne znaczenie w badaniach nazw własnych występujących w Księdze Mormona, choć, na gruncie mormońskiej teologii, nie jest w nich czynnikiem decydującym. Do ustalenia wymowy używanej przez Smitha wykorzystuje się między innymi wydanie Księgi Mormona w alfabecie deseret z 1869.

## Na kartach Księgi Mormona
Informacje na temat jego życia i aktywności zawiera 1. rozdział Księgi Omniego, wchodzącej w skład Księgi Mormona. Z dostępnego przekazu można wyłuskać stosunkowo niewiele danych. Wiadomo, że był potomkiem Jakuba i synem Chemisza, od którego też przejął odpowiedzialność za sporządzanie zapisów przekazywanych z pokolenia na pokolenie pośród Nefitów. Bez wątpienia uczestniczył w szeregu konfliktów neficko-lamanickich, także jako żołnierz, własnoręcznie pozbawił bowiem życia licznych Lamanitów.
Przekazany za jego pośrednictwem fragment jest wyjątkowo krótki. Nie zawiera ani nowego materiału doktrynalnego, ani nowych objawień czy proroctw. Nie ma w nim też jednocześnie wyznania grzechów czy występków. Komentatorzy wskazywali, że mogło to wskazywać na upadek moralny współczesnych Abinadomowi Nefitów, jak również na szerzące się wówczas odstępstwo. W takim kontekście mógł być on jednym z nielicznych studiujących pisma święte w swoich czasach. Istnieją pewne informacje na temat relacji rodzinnych tej postaci. Jego dziadkiem miał być Omni, wujem Amaron, natomiast synem Amaleki. Ten ostatni przejął po nim prowadzenie nefickich zapisów. Zwrócono wszakże uwagę na fakt, iż Abinadom nie wspomina o fakcie przekazania zapisów w ręce syna. Niektórzy komentatorzy uznali to za dowód tego, że do wręczenia zapisów nie doszło bezpośrednio, prawdopodobnie ze względu na nazbyt młody wiek Amalekiego. Założono jednocześnie na tej podstawie, że Amaleki uczestniczył w migracji do Zarahemli z matką, natomiast już bez Abinadoma. Ten scenariusz nie jest wszakże jedynym z przedstawianych i pozostawia się otwartą możliwość, jakoby Abinadom w takiej podróży jednak uczestniczył. Spekulowano także, że Abinadom mógł być ojcem Abinadiego.

## W wewnętrznej chronologii oraz strukturze Księgi Mormona
W ściśle teologicznej perspektywie na wewnętrzną strukturę mormońskiej świętej księgi wersety zapisane przez Abinadoma były częścią tak zwanych małych płyt Nefiego. Życie Abinadoma wedle badaczy Księgi Mormona przypada na okres o bardzo niepewnej i niejasnej oraz trudnej do ustalenia chronologii. Jednakże pojawiały się spekulatywne propozycje odnośnie do ram czasowych jego egzystencji, choćby 310-220 p.n.e. W innych miejscach bardziej oględnie podaje się, iż żyć miał w III wieku p.n.e. Czyniono również bardziej konkretne spekulacje związane z chronologią życia tej postaci. Zakładano na przykład, jakoby pieczę nad płytami otrzymać miał około dwudziestego czwartego roku życia i zachować je aż do osiemdziesiątego szóstego roku życia.

## W mormońskiej teologii oraz w badaniach nad Księgą Mormona
Istnienie Abinadoma nie znalazło potwierdzenia w źródłach zewnętrznych. Językoznawcy związani z Kościołem Jezusa Chrystusa Świętych w Dniach Ostatnich rozważali etymologię imienia tego opiekuna i twórcy nefickich zapisów. Wywodzili ją zasadniczo z języka hebrajskiego, wskazując niemniej także na pewne tropy z języka akadyjskiego. Imię tego nefickiego skryby i historyka pojawiało się w badaniach nieortodoksyjnych praktyk nazewniczych obecnych na kartach Księgi Mormona i wykorzystywane w ten sposób było w dowodzeniu autentyczności mormońskiej świętej księgi. Przewijało się także w krytycznych analizach tego tekstu, również w kontekście rzekomego zaczerpnięcia go, po dokonaniu odpowiednich modyfikacji, zasadniczo z Biblii.
Lakoniczność zapisu pozostawionego przez Abinadoma oraz innych skrybów tworzących Księgę Omniego wywoływała wśród mormońskich teologów dyskusje na temat ich prawości. Okres, w którym Abinadom miał działać, określany bywa mianem wieków ciemnych. Wskazywano również wszelako w innych teologicznych analizach, że proroczy status Abinadoma nie powinien był kwestionowany.
Imię Abinadom (w zapisie Apinaromo) występuje wśród wyznających mormonizm Maorysów.